# Ґао Ян
Ґао Ян (кит.: 高洋; піньїнь: Gāo Yáng; 526 — 25 листопада 559) — засновник і перший імператор Північної Ці з Північних династій.

## Життєпис
Був сином генерала Ґао Хуаня, який перебував на службі у Східній Вей. Після смерті свого старшого брата Ґао Чена 549 року Ґао Ян став регентом при правителі Східної Вей. 550 року він змусив імператора Юань Шаньцзяня зректись престолу на свою користь, після чого заснував нову династію — Північну Ці.
Від самого початку свого правління багато уваги приділяв військовим справам, тому за його володарювання держава перебувала на піку військової могутності. У 554 році мобілізував згідно китайських джерел 1,8 млн осіб для відновлення Великого Китайського муру від Сякоу (на північ від префектури Ючжоу) до префектури Хенчжоу. Обсяг робіт становив 450 тис. — 514 350 м.
Також він намагався знизити податкове навантаження й рівень корупції, запропонувавши державним чиновникам гідну платню. Більшість державних справ він доручав Ян Їню, який очолював імператорську адміністрацію.
Однак в останні роки свого життя та правління Ґао Ян все більше часу почав приділяти алкоголю, що, на думку деяких джерел, призвело до того, що імператор почав божеволіти. Китайські історичні аннали називають його правління кривавим, хоч і грамотним та ефективним, завдяки зусиллям кваліфікованих імперських чиновників.